# Hi Score Girl
Hi Score Girl (ハイスコアガール, Hai Sukoa Gāru, lit. ‘xica de puntuació alta’) és un manga seinen creat per l'autor Rensuke Oshikiri el 2010, publicat originàriament en la revista Gekkan Shonen Gangan, recopilat en deu volums tankōbon i adaptat a l'anime per Netflix: l'argument, situat en la dècada del 1990, comença l'any 1991 amb la popularitat de l'Street Fighter II i l'eclosió del gènere del videojoc de lluita en els recreatius com a rerefons, la qual cosa dona lloc a una competició recurrent entre els dos protagonistes, Haruo i Akira.
La publicació del manga s'interrompé l'any 2004 arran d'una denúncia de l'empresa de videojocs SNK Playmore, fabricant del sistema Neo Geo, per violació dels drets d'autor referent als personatges de llurs jocs que apareixen en la història; no obstant això, Square Enix —una altra videojoguetera, responsable de la publicació— sí que comptava amb el permis d'altres propietàries com Capcom, Bandai Namco o Sega. El 2016, les parts aplegaren a un acord que possibilità la continuació de la sèrie en la Gangan i la reedició dels cinc volums publicats fins llavors amb el títol Hi Score Girl CONTINUE i l'afegitó d'una historieta inèdita.
En el nové volum, publicat en juny del 2018, Oshikiri anuncià que conclouria el manga en el volum següent, publicat a les acaballes de l'any; mentrestant, l'adaptació animada s'estrenà la matinada del 14 de juliol en les cadenes Tokyo MX i BS11 i, la vesprada del mateix dia, en la MBS.
En l'anime, la representació dels videojocs utilitza plànols i sprites extrets directament del joc, tant de les versions recreatives com de les adaptacions per a consola de joc: a més de les diferents iteracions de la saga Street Fighter, en la sèrie tenen importància en l'argument altres jocs com Final Fight, Darkstalkers o Virtua Fighter i sistemes com la PC Engine o la Sega Saturn, més populars al Japó que al mercat occidental.